# Radiosidad

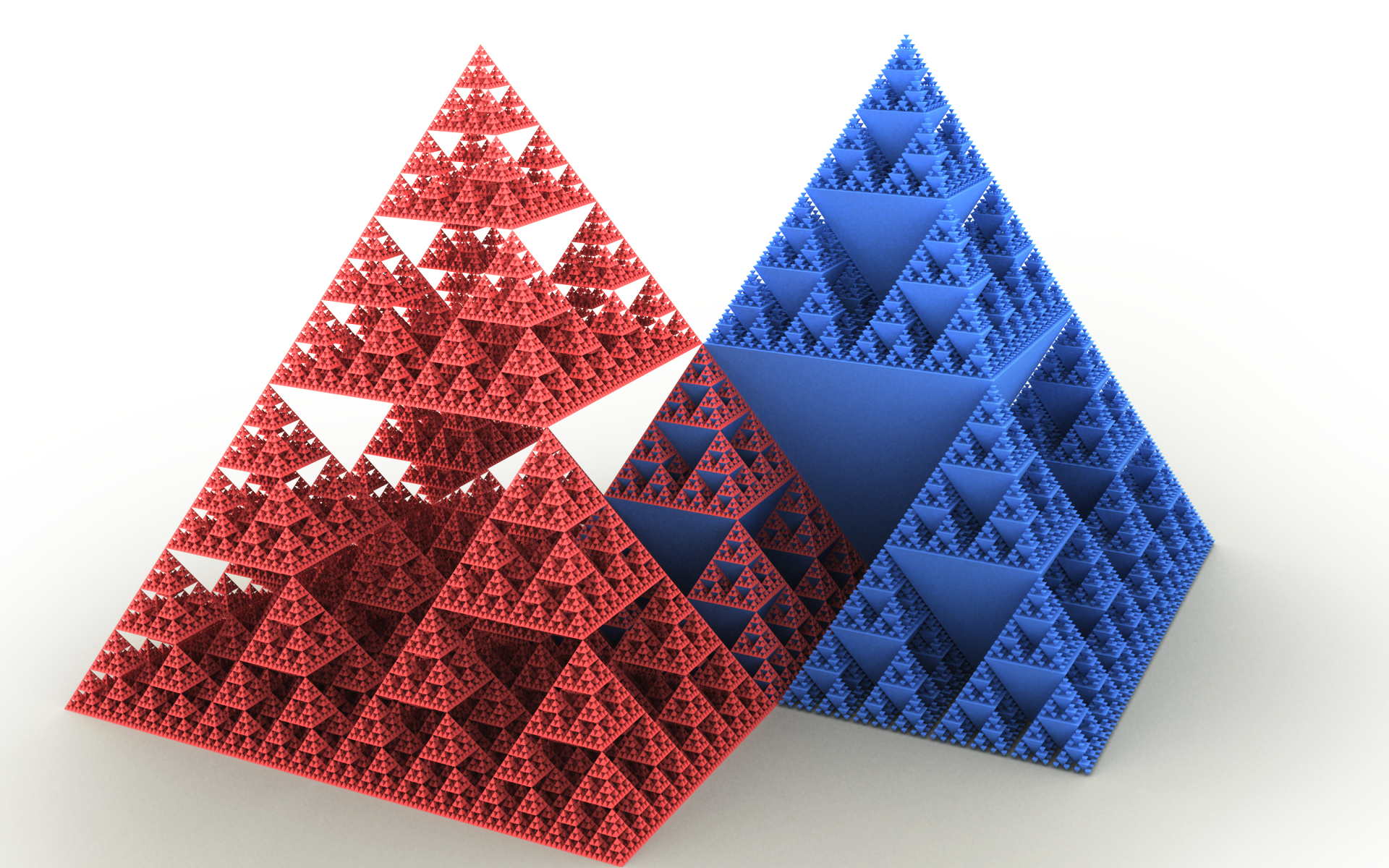
Renderizado de una pirámide Sierpinski y su inversa usando un renderizado con técnicas de radiosidad.

La radiosidad es un conjunto de técnicas para el cálculo de la iluminación global que tratan de resolver el problema básico de la renderización de la forma más realista posible en el campo de los gráficos 3D por computadora. Dicho problema es:
El transporte de la luz solo se puede modelar de forma óptima considerando que cada fuente luminosa emite un número enorme de fotones, que rebotan al chocar contra una superficie describiendo una cantidad de trayectorias imposibles de simular en un computador.
Una de las técnicas empleadas en el cálculo de la radiosidad es el método de Montecarlo para resolver este problema mediante números aleatorios y de forma estadística. 
El auge de la radiosidad y otros métodos eficientes de renderización han posibilitado un auge en la infografía, siendo muy habitual encontrar por ejemplo películas que aprovechan estas técnicas para realizar efectos especiales.
- Datos: Q1068239
- Multimedia: Radiosity / Q1068239